# Municipio de Crow River
El municipio de Crow River (en inglés: Crow River Township) es un municipio ubicado en el condado de Stearns en el estado estadounidense de Minnesota. En el año 2010 tenía una población de 327 habitantes y una densidad poblacional de 3,68 personas por km².

## Geografía
El municipio de Crow River se encuentra ubicado en las coordenadas 45°27′22″N 94°56′14″O / 45.45611, -94.93722. Según la Oficina del Censo de los Estados Unidos, el municipio tiene una superficie total de 88.87 km², de la cual 88,86 km² corresponden a tierra firme y (0,01 %) 0,01 km² es agua.

## Demografía
Según el censo de 2010, había 327 personas residiendo en el municipio de Crow River. La densidad de población era de 3,68 hab./km². De los 327 habitantes, el municipio de Crow River estaba compuesto por el 99,08 % blancos, el 0,31 % eran afroamericanos, el 0,31 % eran de otras razas y el 0,31 % eran de una mezcla de razas. Del total de la población el 2,75 % eran hispanos o latinos de cualquier raza.